# Yákov Medvédev
Yákov Sergéyevich Medvédev ( 1847 -1923) fue un botánico ruso.
Trabajó extensamente en la flora del centro y sudoeste de Asia, publicando Derev'ja kustarniki Kavkaza con 1ª ed. en 1883 y 3ª en 1919. Se especializó en la familia de las pináceas.

## Honores

### Epónimos
- (Cyperaceae) Carex medwedewii Leskov[1]
- (Cyperaceae) Cladium medwedewii Meinsh. ex Grossh.[2]
- (Iridaceae) Iris medwedewii Fomin[3]
- (Oleaceae) Phillyrea medwedewii Sred. ex Trautv.[4]
- (Rhamnaceae) Rhamnus medwedewii Albov[5]
- (Salicaceae) Salix medwedewii Dode[6]
- (Scrophulariaceae) Rhamphicarpa medwedewii Albov[7]

- La abreviatura «Medw.» se emplea para indicar a Yákov Medvédev como autoridad en la descripción y clasificación científica de los vegetales.[8]

Publicaba sus identificaciones y nombramientos de nuevas especies en : Act. Hort. Petrop.; Bot. Zhurn. (Moscú & Leningr.); Act. Hort. Tiflis